# Milena Miconi
Milena Miconi est une mannequin, présentatrice de télévision et actrice italienne, née le 15 décembre 1971 à Rome (Italie).

## Biographie
Après avoir étudié l'art dramatique, au début des années 1990, Milena Miconi commence une carrière d'actrice de romans-photos et de mannequin.
Elle commence au théâtre dans Atti Unici de Neil Simon sous la direction d'Antonio Serrano. En 1985, elle joue dans Se ne cadette o' Teatro réalisé par Bruno Colella (it). En 1993, elle joue dans La voglia matta d'Attilio Corsini (it).
En 1997, elle fait ses débuts au grand écran et participe à deux films : Finalmente soli (it) d'Umberto Marino dans un petit rôle, et Fuochi d'artificio de Leonardo Pieraccioni dans le rôle de Virginia.
C'est ensuite le tour de la télévision, avec la participation à un épisode d'Un posto al sole, dans le rôle d'une voleuse d'automobiles. En 1998, elle continue avec la série télé S.P.Q.R. réalisée par Claudio Risi et Anni '50 (it) réalisée par Carlo Vanzina dans le rôle de Nadia.
Elle continue sa carrière en alternant théâtre, télévision et cinéma.
Elle partage sa vie avec l'auteur pour la télévision Mauro Graiani (it). Ils ont deux filles, les filles de Mauro, nées d'un précédent mariage. Elle est « témoin » de l'organisation caritative Parent Project (it).

## Filmographie

### Cinéma
- 1997 : Finalmente soli de Umberto Marino
- 1997 : Fuochi d'artificio de Leonardo Pieraccioni
- 2010 : Il sottile fascino del peccato de Franco Salvia
- 2011 : Divino de Giovanni Bufalini (court métrage)
- 2011 : La strada di Paolo de Salvatore Nocita
- 2011 : Miss Wolf and the Lamb de Roberto Leoni (court métrage)
- 2012 : 100 metri dal paradiso de Raffaele Verzillo - Daniela
- 2013 : Il disordine del cuore de Edoardo Margheriti
- 2015 : Babbo Natale non viene da Nord de Maurizio Casagrande

### Télévision
- 1997 : Un posto al sole -  feuilleton télévisé
- 1998 : S.P.Q.R., de Claudio Risi
- 1999 : Anni '50, mini-série de Carlo Vanzina - Nadia
- 2000 : Don Matteo, série d'Enrico Oldoini - épisode : Il fuoco della passione - Amante di Morabito
- 2000 : Tequila et Bonetti - épisode : Crimini d'estate - Luisa
- 2000 : La casa delle beffe, téléfilm de Pier Francesco Pingitore - Paola / rossana
- 2003-2004 : Carabinieri saison 2-3 de Raffaele Mertes - Claudia Morresi
- 2004 : Don Matteo 4, 24 épisodes de Giulio Base et Andrea Barzini - Laura Respighi
- 2005 : Edda, téléfilm de Giorgio Capitani - Nora Pessina
- 2005 : San Pietro, téléfilm de Giulio Base - Maria Maddalena
- 2005 : Una famiglia in giallo de Alberto Simone - Emma Caponero
- 2005-2006 : Don Matteo 5, 24 épisodes de Giulio Base, Carmine Elia, Elisabetta Marchetti - Laura Respighi
- 2007 : Gente di mare 2 de Giorgio Serafini - épisode : Una vita da salvare
- 2008 : Vita da paparazzo de Pier Francesco Pingitore - Giovanna
- 2008 : Terapia d'urgenza, saison 1 de Carmine Elia, Lucio Gaudino et Gianpaolo Tescari - Laura Costa
- 2009 : Il Commissario Manara série de Luca Ribuoli
- 2011 : Il delitto di Via Poma, téléfilm de Roberto Faenza - Journalist
- 2011 : Sarò sempre tuo padre, téléfilm de Lodovico Gasparini - Carlotta
- 2012 : La vita che corre, téléfilm de Fabrizio Costa - Elena
- 2012 : Rex, chien flic - saison 14 épisode 3 : Gioco sottobanco - Lisa Mantovani
- 2013 : Un medico in famiglia 8 - série TV.